# Bazzite
Bazzite ist eine immutable, auf Fedora basierende Linux-Distribution mit Fokus auf Gaming. Sie wurde speziell für ein optimiertes Gaming-Erlebnis auf Desktop-PCs, Home-Theater-Systemen sowie mobilen Geräten wie dem Steam Deck entwickelt. Sie wird von der Community des Universal-Blue-Projekts gepflegt und ist vollständig quelloffen.

## Funktionalität
Bazzite integriert zahlreiche vorinstallierte Komponenten, um den Einstieg ins Gaming unter Linux zu erleichtern. Dazu gehören proprietäre Nvidia-Grafiktreiber sowie Unterstützung für Controller. Für Handheld-Systeme wie das Steam Deck bietet Bazzite spezielle Anpassungen, etwa ein direktes Booten in den „Gaming-Modus“. Zur Verwaltung und Installation von Spielen sind neben Steam auch Lutris und der Heroic Games Launcher vorinstalliert. Diese erlauben den Zugang zu Titeln aus verschiedenen Plattformen wie dem Epic Games Store, GOG.com oder Amazon Games. Mit Hilfe von Waydroid lassen sich zusätzlich Android-Anwendungen in einer Container-Umgebung ausführen.

### Kompatibilität mit Windows-Spielen
Die vorinstallierten Launcher Steam sowie der Heroic Games Launcher unterstützen die Ausführung von Windows-Spielen unter Linux. Dies wird ermöglicht durch die integrierte Proton-Software bzw. Wine.

## Geschichte und Versionen
Bazzite 1.0 wurde im November 2023 als custom image von Fedora 38 veröffentlicht.

## Technologie
Als unveränderliche Distribution („immutable OS“) basiert Bazzite auf dem Konzept, das Betriebssystem schreibgeschützt bereitzustellen. Systemaktualisierungen erfolgen atomar und lassen sich bei Bedarf leicht rückgängig machen, was die Systemsicherheit und Stabilität erhöht.